# Едвин
Едвин, мушко име које значи богат пријатељ. Име долази из старог енглеског језика. 

## Познате личности
- Едвин Канка Ћудић, босанскохерцеговачки активиста за заштиту људских права
- Едвин  Хабл, амерички астроном
- Едвин  Џексон, француски кошаркаш
- Едвин Садерленд, амерички социолог
- Едвин Мозиз, амерички атлетичар
- Едвин Теди Флек, аустралијски атлетичар
- Едвин Ливерић, хрватски глумац
- Едвин Остин Аби, амерички уметник, илустратор, и сликар
- Едвин Овен, амерички хокејаш
- Едвин Хедли, амерички веслач